# Fidèle Nsielele
Fidèle Nsielele Zi Mputu (ur. 21 lipca 1950 w Kinszasie) – kongijski duchowny rzymskokatolicki, w latach 1994–2020 biskup Kisantu.